# Receiver Autonomous Integrity Monitoring
Receiver Autonomous Integrity Monitoring (RAIM) ist ein Verfahren zur Überprüfung der Signalintegrität globaler Navigationssatellitensysteme (GNSS). Es spielt vor allem bei sicherheitskritischen Anwendungen, zum Beispiel in der Luft- und Seefahrt, eine wichtige Rolle.

## Verfahren
RAIM dient zur Entdeckung von Fehlern von GNSS-Messungen (Pseudoentfernung). Traditionelle RAIM benutzen nur Fault Detection (FD), neuere GNSS-Receiver operieren mit Fault Detection and Exclusion (FDE), was eine Fortführung der Messung trotz GNSS-Fehlern ermöglicht.
RAIM arbeitet autonom und verwendet ausschließlich GNSS-Signale. Um eine Position zu erhalten, sind die Signale von mindestens vier Satelliten notwendig. (Das System muss vier Variablen bestimmen: Die Zeit und die Position in drei Raumdimensionen.)
Um festzustellen, dass die Messung fehlerhaft ist, wird das Signal eines fünften Satelliten benötigt; dann ist aber nur bekannt, dass irgendein Satellit falsch gemessen wird und es kann keine Position bestimmt werden. Dies entspricht der Fault Detection (FD).
Um festzustellen, welcher Satellit fehlerhaft gemessen wird, und dann aus den restlichen die richtige Position zu bestimmen, sind die Signale von sechs Satelliten notwendig. Das setzt Fault Detection and Exclusion (FDE) um. Jedoch werden aufgrund der Satellitengeometrie oft mehr (ca. 8–10) Satelliten benötigt, beispielsweise wenn die Satelliten in einer Ebene liegen oder zwei dicht beieinander stehen.
Da in der Luftfahrt präzisions-GNSS-geführte Strecken- sowie An- und Abflugnavigation immer wichtiger werden, werden diese RAIM-Vorgänge (Ausfälle aufgrund von Repositionierung) weltweit mittels NOTAM (Notice to Airmen) verbreitet.